# El Reixac (Olost)
El Mas Reixach o el Reixac és una masia al terme d'Olost (Lluçanès) inclosa a l'Inventari del Patrimoni Arquitectònic de Catalunya.

## Arquitectura
Edifici de planta rectangular, orientat a migdia, amb teulada a dos vessants amb el carener paral·lel a la façana principal on hi ha un portal fet per Camil Pallàs l'any 1950. Les façanes tenen restes de l'arrebossat. La majoria de finestres són allindades amb un dintell de pedra treballada monolítica. Hi ha una porxada d'arcs de mig punt de dos pisos a la façana posterior.
A la part del darrere hi ha una cisterna i una eixida realitzades entre els anys 1905-1912. Al davant hi ha una gran era de batre.

## Història
La genealogia "Reixach" es remunta a l'any 1000. Aquest cognom ja és esmentat l'any 1050 en que es fa una donació, de l'hereva de Duran Reixach, d'una vinya i altres terres a l'església d'Olost.
El 1364 s'amplia el patrimoni en fer-se amb el Reixach "mitjà".
El 1406, se cita "Reixach d'Olost" com a casa súbdita del monestir de Lluçà.
El 1750 es va reformar tota la casa.